# Varikó (Flórina)
Varikó, en grec moderne : Βαρικό, auparavant appelé Mókreni (grec moderne : Μόκρενη), est un village et un ancien dème du district régional de Flórina, en Macédoine-Occidentale, Grèce. Depuis 2010, il est fusionné au sein du dème d'Amýnteo.
Selon le recensement de 2011, la population du dème et celle du village s'élève à 638 habitants.